# Hypenula
Hypenula — рід еребід з підродини совок-п'ядунів, види якого поширені в Північній Америці.

## Систематика
У складі роду:
- Hypenula biferalis Walker, 1858
- Hypenula cacuminalis Walker, 1858
- Hypenula caminalis Smith, 1905
- Hypenula complectalis Guenée, 1854
- Hypenula deleona Schaus, 1916
- Hypenula derelicta Hampson
- Hypenula domingonis Schaus
- Hypenula flesalis Walker, 1858
- Hypenula miriam Schaus, 1916
- Hypenula opacalis Grote, 1876